# Jules Bouis
Dominique-François-Raymond-Jules Bouis (Perpinyà, 2 d'abril del 1822 - París, 21 d'octubre del 1886) va ser un químic francès d'origen rossellonès.

## Biografia
Procedia d'una família de farmacèutics. El seu pare, Dominique Bouis, era considerat en concret un "pharmacien distingué, trés en renom dans son pays" (Notice... (1887) p. XIII). Va estudiar farmàcia i matemàtiques a la universitat de Montpeller abans de continuar la formació a París, en el punter laboratori químic de Jean-Baptiste Dumas (el de més nivell de la seva època), que el prengué per alumne per recomanació de l'estagellenc François Arago (president honorari de la "Société Philomatique", d'on el pare d'en Bouis havia estat secretari). Després de llicenciar-se en ciències físiques, el 1846 abandonà el laboratori per entrar al "Conservatoire des arts et métiers" com a professor auxiliar ("préparateur") del curs de química general que donava el seu mestre, Eugène Melchior Péligot; romangué a la plaça fins al 1857, i en tragué una gran experiència de pràctica de laboratori. El 1849 va ser nomenat professor de física i química al "collège Chaptal".
S'especialitzà en la investigació en el camp de la química orgànica, i començà estudiant l'oli de ricí, de què poc després n'extragué l'alcohol caprílic, el quart alcohol que coneixia la ciència (Notice... (1887) p. XV) i al que dedicà la seva tesi doctoral en ciències (1855). També -o paral·lelament- se li atribueix el descobriment de l'àcid caprílic.
Guanyà el concurs per a ser nomenat professor agregat a l'Escola de Farmàcia de París el 1859, i el 1868 li va ser atorgada la càtedra de toxicologia. Rebé la plaça d'"essayeur à la monnaie" (verificador químic de la llei de les monedes i metalls preciosos) a l'"Hôtel des Monnaies" (la Casa de la Moneda de París) el 1864, i a l'any següent va ser nomenat per impartir un curs d'anàlisi química a l'"École Centrale". El 1878 entrà a l'Académie nationale de médecine, d'on n'esdevingué cap de treballs químics. Col·laborà, juntament amb altres químics, en l'obra de Charles Adolphe Wurtz Dictionnaire de chimie (a partir del 1869), així com amb el Bulletin de la Société chimique de Paris que també dirigia en Wurtz.
Rebé la Legió d'Honor el 13 d'agost del 1865. i, en aquell moment, ja era cavaller de l'orde portuguesa de la Mare de Déu de la Immaculada Concepció de Vila Viçosa (ordem de Nossa Senhora da Conceição de Vila Viçosa), per ordenança del 6 de febrer del 1856. Va ser membre de l'Acadèmia Francesa de les Ciències i, entre el 1844 i el 1876 va ser membre corresponent de la Société Agricole, Scientifique et Littéraire des Pyrénées-Orientales

## Obres
- Nouvelles combinaisons obtenues par l'action du chlore sur l'esprit de bois Paris: imp. de Bachelier, s.a. [1840]
- Recherches relatives à l'action du chlore sur le cyanure de Mercure en dissolution dans l'eau sous l'influence des rayons solaires Paris: imp. de Bachelier, 1840
- Observations sur les eaux minérales du département et analyse de l'eau d'Amélie-les-Bains (Arles-les-Bains), al Bulletin de la Société agricole, scientifique et littéraire des Pyrénées-Orientales V (1841) p. 67-96[6]
- Note sur un nouveau gisement de sulfate de magnésie, a Bulletin de la Société Agricole, Scientifique et Littéraire des Pyrénées-Orientales VI, 2 (1843) p. 220-222[7]
- Mémoire sur la composition de la ricinolamide et la production de l'alcool caprylique Paris: Bachelier, 1851
- Recherches sur les produits de décomposition des roches sous l'influence des eaux thermales sulfureuses [I], a Comptes rendus de l'Académie des sciences 37 (1853) p. 234-238[8] Parla d'aigües termals a Oleta.
- Ueber den Caprylalkohol und seine Derivate, a Journal für Praktische Chemie 62, 1 (1854), p. 265-269
- Thèses présentées à la Faculté des sciences de Paris pour obtenir le grade de docteur èn sciences physiques. Thèse de chimie: Recherches chimiques sur l'huile de ricin et l'alcool caprylique qui en résulte. Thèse de physique: Observations sur la fusion et la solidification, soutenues le avril 1855 Paris: Mallet-Bachelier, 1855 99 p.[2]
- Ueber die Bildung von Caprylaldehyd, a Journal für Praktische Chemie 67, 1 (1856), p. 239-242
- Sur la présence de l'ammoniaque dans certaines eaux minérales, a Comptes rendus de l'Académie des sciences 42 (1856) p. 1269-1272[9] Compara aigües sulfuroses de poblacions diferents, quatre de les quals són nord-catalanes (Oleta, Els Banys, Vernet i La Presta)
- Notice sur les travaux scientifiques Paris: Mallet-Bachelier, 1858
- Recherches sur les produits de décomposition des roches sous l'influence des eaux thermales sulfureuses (deuxième partie), a Comptes rendus de l'Académie des sciences 46 (1858) p. 226-230[10] Parla dels Banys d'Arles i dels de Molig, i fa referència a estudis del seu pare.
- Empoisonnement par les gaz [tesi de farmàcia, concurs d'agregació] París: Mallet-Bachelier, 1859, 94 p.[11] (edició moderna, Nabu Press, 2012 ISBN 9781274975577)[2]
- Sur la presence de l'acide borique dans les eaux thermales alcalines et sulfureuses d'Olette (Pyrénées-Orientales, a Comptes rendus de l'Académie des sciences 56 (1863) p. 229-230[12]
- Charles Adolphe Würtz, director; Jules Bouis et al. Dictionnaire de chimie pure et appliquée : comprenant la chimie organique et inorganique, la chimie appliquée à l'industrie, à l'agriculture et aux arts, la chimie analytique, la chimie physique et la minéralogie Paris: Hachette, 1869-1908, 14 vols.[2]
- Cours de chimie analytique Paris: École centrale des arts en manufacture, 1871 (edició electrònica del 1995)[2]
- Traité élémentaire de chimie légale, a Josseph Briand; Ernest Chaudé Manuel complet de médecine légale Paris: J.Baillière et fils, 1874 (nova edició 1879)[2]
- Rapport général à M. le ministre de l'Agriculture et du commerce sur le service médical des eaux minérales de la France pendant l'année 1878, fait au nom de la Commission permanente des eaux minérales de l'Académie de médecine G. Masson, 1882 27 p.[2]